# Galium fosbergii
Galium fosbergii är en måreväxtart som beskrevs av Lauramay Tinsley Dempster. Galium fosbergii ingår i släktet måror, och familjen måreväxter. IUCN kategoriserar arten globalt som starkt hotad.
Artens utbredningsområde är Ecuador. Inga underarter finns listade i Catalogue of Life.